# Lait de sorcière
Le lait de sorcière est le lait sécrété par les seins de certains nouveau-nés. Il est plus susceptible d'être sécrété par les bébés nés à terme que par les prématurés. Cette production de lait par les seins survient chez environ 5 % des nouveau-nés et peut se prolonger pendant deux mois même si les bourgeons mammaires peuvent persister pendant l'enfance.
Cette sécrétion de lait est considérée comme un épisode normal qui ne réclame aucun traitement. On croit qu'il résulte d'une combinaison des effets des hormones maternelles avant la naissance, de la prolactine et de l'hormone de croissance transmises par l'allaitement au sein et, chez le nourrisson, par le pic d'hormones postnatal dans l'hypophyse et la thyroïde.
On pense que la consistance de ce lait est très semblable à celle du lait maternel.
Sa production peut être aussi parfois provoquée par des médicaments.
Dans des cas extrêmement rares, une mammite néonatale peut se développer, mais on ne sait pas si elle est liée à cette sécrétion de lait.
Un saignement des mamelons est presque toujours bénin et souvent associé à une ectasie ductale, il ne réclame un examen plus poussé que quand il est unilatéral.
Dans certaines cultures, on a observé la tradition de faire sortir le lait. Cette pratique peut prolonger la production de lait, et d'autres problèmes ne peuvent être exclus. Bien que l'allaitement maternel puisse également contribuer à prolonger la production de lait maternel et aboutir à un développement provisoire ou définitif de la poitrine, le sevrage n'est pas recommandé.
Dans le folklore, on croyait que le lait de sorcière était une source de nourriture pour les esprits familiers des sorcières. Il était volé, pensait-on, quand les nouveau-nés dormaient sans surveillance. Dans d'autres cultures, cette façon de traire les seins de l'enfant était censée contribuer à leur donner des seins bien proportionnés à l'âge adulte.